# 香港學術及職業資歷評審局

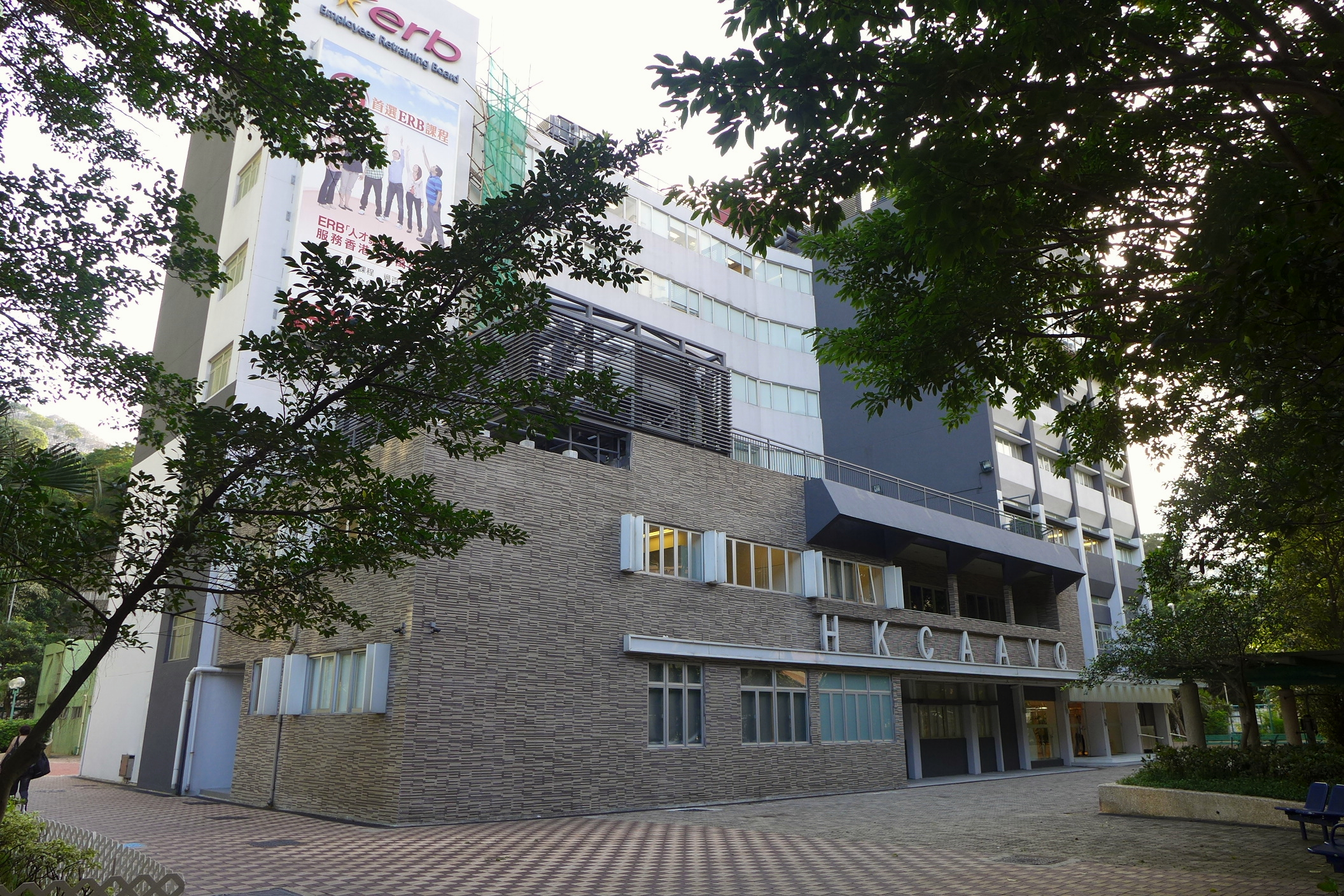
香港學術及職業資歷評審局位於小西灣的辦公室

香港學術及職業資歷評審局（英語：Hong Kong Council for Accreditation of Academic and Vocational Qualifications，簡稱HKCAAVQ；前身為香港學術評審局）是根據《香港學術及職業資歷評審局條例》（第1150章）於2007年10月1日成立的法定機構，主要為香港的教育機構提供學術評審及顧問服務，也為個人學歷提供資格審核，並負責資歷架構的管理。評審局是以自負盈虧運作，財政收入主要來自提供學術或資格評審服務所收取的服務費及顧問費。

## 發展歷史
香港學術評審局是根據《學術評審局條例》（第1150章）於1990年正式成立。該局於1990年代起為香港多所專上院校進行評審，這些院校包括了香港理工學院、香港城市理工學院、嶺南大學、香港浸會學院及香港公開進修學院。
於2007年10月1日《香港學術及職業資歷評審局條例》（第1150章）通過後，香港學術及職業資歷評審局成立並取代香港學術評審局，獲教育局局長委派為資歷架構的評審當局及資歷名冊管理當局。
除了以上的法定責任外，評審局亦會履行學術、職業技能的評審與教育、培訓及質素保證工作。

## 法定地位及職能
主要職能包括
1. 為院校提供學術水平提供具權威性的意見；
2. 評審院校的學術水平；
3. 就學術評審及學術水平方面的事宜，向政府及非政府機構提供意見；
4. 傳佈與學位課程相關的學術標準資料及推廣學術評審的方法和程序；
5. 與香港以外的評審機構建立關係，保持緊密聯繫，並定期探討該等機構的學術評審制度；
6. 舉辦或協辦學術會議、研討會及各類相關活動，以推廣學術評審的工作；
7. 就如何保持或監察學術水平事宜，進行或以委託的形式進行研究；及
8. 執行行政長官所批准或指派與學術評審或高等教育有關的其他職能。

## 大會
評審局大會有15至21位成員，由行政長官委任。現任主席為陳兆根博士。

## 評審局專家
- 保安專家名冊 （页面存档备份，存于）

```
保安專家名冊
```

鄭韋諾博士 袁漢榮

## 工作

### 學術及職業資歷評審
評審局為課程營辦者提供評審服務。課程營辦者要獲得評審資格必需要最少通過評審局的「四階段質素保證程序」之首兩個階段：
首階段：「初步評估」：
評審局評估營辦者是否有能力有效管理，並為其發展、教學、評估、以及進修課程和教育服務的質素保證工作提供資源。
階段二：「課程甄審」：
就課程計劃、管理、課程、上課安排、評核方法及學習成效等方面，全面評審營辦者，確保他們在各方面均切合所頒授的資歷。
根據評審局網頁，完成首兩階段評審最少要需要16星期。

### 學歷評估及課程評核

#### 非本地課程評核
自1997年，評審局獲非本地課程註冊處委託為評核顧問，根據《非本地高等及專業教育（規管）條例》評核課程是否能根據條例內訂明之註冊條件註冊。非本地課程註冊處處長會考慮評審局之評核報告決定課程可否註冊。

#### 持續專業培訓／進修計劃評核
評審局獲香港保險業監督及地產代理監管局委任為持續專業培訓／進修計劃的評核機構。評審局會根據兩局之評核準則評核課程是否能作為持續專業培訓／進修計劃活動。評核一般需要四星期。

#### 學歷評估[6]
評審局自1990年代起，為個人或個別機構提供學歷評估服務。學歷評估諮詢服務乃就申請人的總體學歷是否達到在香港取得的某特定資歷級別的標準提供專業意見，但由於在香港，個別僱主、組織或教育機構有權決定是否承認或接納申請人的學歷作入職、註冊或入學用途，所以評審局的學歷評估結果並無約束力。學歷評估服務一般需要15個工作天完成，費用為港幣$2,160。
評審局於2008年11月1日起使用新學歷評估政策，以配合資歷架構和各國推行以學習成效為本的教育理念。

#### 持續進修基金可獲發還款項課程註冊評核
詳情可參閱持續進修基金辦事處網站。

## 國際聯繫
評審局為首個國際高等教育質素保證網絡「高等教育質素保證機構國際網絡」 (INQAAHE) 之創始會員，亦是2003年成立的「亞太地區質素網絡」(APQN)的核心創會會員之一。
評審局亦與世界其他質素保證機構，例如：上海市教育評估院、澳洲大學品質機構及英國高等教育質量保障局建立聯繫。

## 外部連結
- 香港學術及職業資歷評審局 （页面存档备份，存于）
- 香港資歷架構 （页面存档备份，存于）
- 教育局（页面存档备份，存于）
- 持續進修基金辦事處